# Сарбейнз, Пол
Пол Спирос Са́рбейнз (англ. Paul Spyros Sarbanes, Павлос Спирос Сарба́нис, греч. Παύλος Σπύρος Σαρμπάνης; 3 февраля 1933 — 6 декабря 2020) — сенатор-демократ от штата Мэриленд в 1977—2007. Член Американо-греческого прогрессивного просветительского союза. Лауреат Почётной медали острова Эллис.
По происхождению — грек, православный (его родители — эмигранты из Греции, область Лакония). Бакалавр Принстонского университета (1954), в 1957 году окончил также оксфордский Баллиол-колледж со степенью бакалавра BA, после чего в 1960 году завершил юридическое образование в Гарварде.
Получил известность как один из авторов Закона Сарбейнза-Оксли о защите интересов инвесторов, который был принят после серии скандалов, связанных с тем, что руководители крупных корпораций намеренно искажали бухгалтерскую отчётность, чтобы завысить стоимость активов своих корпораций. Закон Сарбейнза-Оксли имеет противоречивую репутацию: его противники считают, что закон во многом ограничивает свободный бизнес и вводит «чрезмерный» контроль над бизнесом.
Почётный фелло[кто?] оксфордского Баллиол-колледжа, а также член Ордена святого апостола Андрея, носит оффикий (титул) архонта Вселенского Патриархата Константинополя.
Его сын, Джон Сарбейнз, с 2007 года является конгрессменом от 3 округа штата Мэриленд.